# José Braunstein
José Alberto Braunstein (Buenos Aires, 10 de enero de 1949) es un antropólogo argentino, reconocido por sus trabajos sobre las etnias del Chaco. Se desempeña como investigador del CONICET.

## Biografía
Egresado del Colegio Nacional de Buenos Aires en 1967, obtuvo la licenciatura en Ciencias Antropológicas en la Universidad de Buenos Aires en 1973 y el doctorado en Filosofía y Letras en la misma universidad en 1982, con una tesis sobre El problema del significado en la cultura material de los indios maká. 
Ha sido investigador del CONICET desde 1978. Desde 1985 trabaja en Las Lomitas, provincia de Formosa, donde ha realizado extensas investigaciones sobre las etnias de la región chaqueña. Una parte significativa de estas investigaciones se han publicado en Hacia una nueva carta étnica del Gran Chaco, publicación que dirige desde su fundación. 
En 1986 recibió una mención especial del Premio Nacional a la Producción Científica en Etnología y Folklore de la Secretaría de Cultura de la Nación. En ese mismo año creó en Las Lomitas el Centro del Hombre Antiguo Chaqueño (CHACO), una asociación que tiene por objeto "reunir, conservar y reproducir el conocimiento de los particulares aspectos históricos y ecológicos (etnología, arqueología, botánica y zoología aplicadas, etc.)" del área. 
Ha publicado varios libros, capítulos de obras colectivas, y más de un centenar de artículos en revistas científicas.

## Obras
- Guido Boggiani: viajes de un artista por la América meridional (1ª edición). Asociación Civil Rumbo Sur. 2017. ISBN 978-987-4474-02-5. (En coautoría)
- Procesos de investigación e intervención en salud en comunidades indígenas de la Argentina (1ª edición). Ministerio de Salud de la Nación. 2015. ISBN 978-950-38-0204-5. (Obra colectiva)
- Fuentes para la historia social (1ª edición). Didascalia. 2014. ISBN 978-950-787-090-3. (Obra colectiva)
- El Hombre, el medio y sus relaciones (1ª edición). Universidad Nacional de Catamarca. 2012. ISBN 978-950-746-204-7. (Obra colectiva)
- Hacia una nueva carta étnica del Gran Chaco VII (1ª edición). Edición del Autor. 2011. ISBN 978-987-33-0620-4.
- Etnología y derechos indígenas (1ª edición). Academia Nacional de Ciencias de Buenos Aires. 2009. ISBN 978-987-537-101-9.
- Hacia una nueva carta étnica del gran Chaco VIII (1ª edición). Centro del Hombre Antiguo Chaqueño. 2009. ISBN 978-987-24906-0-7. (En coautoría)
- Liderazgo, representatividad y control social en el Gran Chaco Sudamericano (1ª edición). Editorial de la Universidad Nacional del Nordeste - EUDENE. 2008. ISBN 978-950-656-116-1. (En coautoría con Norma Meichtry)
- Dell'Arciprete, Ana y José Braunstein. Fraseario y Léxico Anatómico. Las Lomitas: Centro del Hombre Antiguo Chaqueño. 2006.
- Braunstein, José. Algunos rasgos de la organización social de los indígenas del Gran Chaco. Buenos Aires: Instituto de Antropología - F.F. y L. - Univ. de Bs. As.. 1978.